# Relação cruzada
Em processamento de sinais, relação cruzada ou correlação cruzada é uma medida de similaridade entre dois sinais em função de um atraso aplicado a um deles. Também é conhecida como produto interno deslizante. A relação cruzada é frequentemente utilizada quando se deseja procurar por um sinal de curta duração que esteja inserido em um sinal mais longo. Ela também encontra aplicações em reconhecimento de padrões, análise de partícula única, criptoanálise e neurofisiologia.
Para funções contínuas, f e g, a relação cruzada é definida por:
{\displaystyle (f\star g)(t)\ {\stackrel {\mathrm {def} }{=}}\int _{-\infty }^{\infty }f^{*}(\tau )\ g(t+\tau )\,d\tau ,}
onde f * indica o conjugado complexo de f.
Analogamente, em se tratando de funções discretas, a relação cruzada é definida como:
{\displaystyle (f\star g)[n]\ {\stackrel {\mathrm {def} }{=}}\sum _{m=-\infty }^{\infty }f^{*}[m]\ g[n+m].}
A relação cruzada é muito semelhante em natureza à convolução de duas funções. Porém, ao contrário da convolução, na relação cruzada não há espelhamento de um dos sinais. Outra importante propriedade que distingue estas duas operações é que a convolução é comutativa, o mesmo não ocorre na relação cruzada. 
Quando ambas as funções de entrada em uma relação cruzada são a mesma função, a relação cruzada é conhecida por autocorrelação.